# Mikel Oyarzabal
Mikel Oyarzabal Ugarte (Eibar, 21. travnja 1997.) španjolski je nogometaš koji igra na poziciji lijevog krila. Trenutačno igra za Real Sociedad.

## Klupska karijera
Godine 2011. kao četrnaestogodišnjak postao je član akademije Real Sociedada. Za rezervnu momčad debitirao je 15. studenog 2014. u utakmici Segunda Divisióna B u kojoj je Amorebieta izgubila 2:3. Svoja prva dva gola za rezervnu momčad postigao je 20. rujna 2015. u utakmici protiv Mensajera koja je završila 0:5. Za prvu momčad debitirao je 25. listopada zamijenivši Carlosa Velu u posljednjim minutama utakmice La Lige u kojoj je njegov klub pobijedio Levante 0:4. Svoj prvi gol za prvu momčad postigao je 8. veljače 2016. protiv Espanyola koji je poražen 0:5. U utakmici protiv Vardara koja je završila 0:6, a odigrana 9. listopada 2017., Oyarzabal je ostvario svoj debi i prvi pogodak u UEFA Europskoj ligi. Dana 3. travnja 2021. zabio je jedini gol u odgođenom finalu Copa del Reya odigranog protiv Athletic Bilbaa. Tako je s Real Sociedadom osvojio prvi naslov Copa del Reya nakon 34 godine.

## Reprezentativna karijera
Tijekom svoje omladinske karijere nastupao je za selekcije Španjolske do 18, 19 i 21 godine. Za A selekciju Španjolske debitirao je 29. svibnja 2016. u prijateljskoj utakmici u kojoj je Španjolska pobijedila Bosnu i Hercegovinu 3:1. Za neslužbenu reprezentaciju Baskije debitirao je i postigao svoj prvi gol 30. prosinca 2016. kada je Baskija pobijedila Tunis 3:1. Svoj prvi gol za Španjolsku postigao je 10. lipnja 2019. u kvalifikacijskoj utakmici za Europskog prvenstva 2020. odigrane protiv Švedske koju je Španjolska dobila 3:0. U utakmici osmine finala odgođenog Europskog prvenstva 2020. odigrane 28. lipnja 2021. protiv Hrvatske koju je Španjolska dobila 5:3 u produžetcima, Oyarzabal je u 103. minuti postigao zadnji gol na toj utakmici. Na odgođenim Olimpijskim igrama 2020. postigao je tri pogodaka, uključujući jedan u finalu u kojem je Španjolska izgubila 2:1 od Brazila. U finalu UEFA Lige nacija 2020./21. postigao je prvi pogodak, no Španjolska nije uspjela osvojiti zlato izgubivši od Francuske 1:2. Svoj prvi hat-trick za španjolsku reprezentaciju postigao je 5. lipnja 2024. u pripremnoj utakmici za Europsko prvenstvo 2024. u kojoj je Španjolska slavila 5:0 protiv susjedne Andore. Odigrao je svih sedam utakmica tog izdanja Europskog prvenstva, no samo jednom je bio dio početne postave. Postigao je odlučujući pogodak u finalu u kojem je Engleska poražena 2:1.

## Priznanja

### Individualna
- Igrač mjeseca La Lige: listopad 2020.[20]

### Klupska
Real Sociedad
- Copa del Rey: 2019./20.[8][9]

### Reprezentativna
Španjolska do 21 godine
- Europsko prvenstvo do 21 godine: 2017. (finalist),[21] 2019. (prvak)[22]

Španjolska do 23 godine
- Olimpijske igre (srebro): 2020.

Španjolska
- Europsko prvenstvo: 2024.[23]
- UEFA Liga nacija (finalist): 2020./21.[24]

## Vanjske poveznice
- Profil, Real Sociedad
- Profil, BDFutbol (engl.)
- Profil, Futbolme
- Mikel Oyarzabal, National-Football-Teams.com‎ (engl.)